# Fundulus luciae
Fundulus luciae är en fiskart som först beskrevs av Baird, 1855.  Fundulus luciae ingår i släktet Fundulus och familjen Fundulidae. Inga underarter finns listade i Catalogue of Life.